# Прімавера (футбольний клуб)
«Прімавера» (порт. Primavera) — бразильський футбольний клуб, який базується в муніципалітеті Індаятуба, штат Сан-Паулу. Заснований 27 січня 1927 року.